# Liste der Monuments historiques in Blesme
Die Liste der Monuments historiques in Blesme führt die Monuments historiques in der französischen Gemeinde Blesme auf.

## Liste der Immobilien
| Bezeichnung                    | Beschreibung            | Standort                  | Kennzeichnung | Schutzstatus | Datum | Bild           |
| ------------------------------ | ----------------------- | ------------------------- | ------------- | ------------ | ----- | -------------- |
| Kirche Assomption-de-la-Vierge | aus dem 12. Jahrhundert | Place de la Mairie (Lage) | PA00078594    | Classé       | 1916  | weitere Bilder |

## Liste der Objekte
| Bezeichnung                  | Beschreibung                   | Standort                                     | Kennzeichnung | Schutzstatus | Datum | Bild |
| ---------------------------- | ------------------------------ | -------------------------------------------- | ------------- | ------------ | ----- | ---- |
| Skulptur Heiliger Leudomerus | Holz, 18. Jahrhundert          | in der Kirche Assomption-de-la-Vierge (Lage) | PM51002074    | Inscrit      | 1974  |      |
| Kommuniontisch               | Schmiedeeisen, 19. Jahrhundert | in der Kirche Assomption-de-la-Vierge (Lage) | PM51002075    | Inscrit      | 1974  |      |
| Triumphbogen                 | Schmiedeeisen, 18. Jahrhundert | in der Kirche Assomption-de-la-Vierge (Lage) | PM51002076    | Inscrit      | 1974  |      |